# Vapi INA
Vapi INA là một thị xã và là một khu vực công nghiệp quy hoạch (industrial notified area) của quận Valsad thuộc bang Gujarat, Ấn Độ.

## Nhân khẩu
Theo điều tra dân số năm 2001 của Ấn Độ, Vapi INA có dân số 23.845 người. Phái nam chiếm 55% tổng số dân và phái nữ chiếm 45%. Vapi INA có tỷ lệ 81% biết đọc biết viết, cao hơn tỷ lệ trung bình toàn quốc là 59,5%: tỷ lệ cho phái nam là 83%, và tỷ lệ cho phái nữ là 77%. Tại Vapi INA, 13% dân số nhỏ hơn 6 tuổi.